# Douglas (Massachusetts)
Douglas es un pueblo ubicado en el condado de Worcester en el estado estadounidense de Massachusetts. En el Censo de 2010 tenía una población de 8.471 habitantes y una densidad poblacional de 86,32 personas por km².

## Geografía
Douglas se encuentra ubicado en las coordenadas 42°3′11″N 71°45′8″O / 42.05306, -71.75222. Según la Oficina del Censo de los Estados Unidos, Douglas tiene una superficie total de 98.13 km², de la cual 94.28 km² corresponden a tierra firme y (3.92%) 3.85 km² es agua.

## Demografía
Según el censo de 2010, había 8.471 personas residiendo en Douglas. La densidad de población era de 86,32 hab./km². De los 8.471 habitantes, Douglas estaba compuesto por el 96.58% blancos, el 0.53% eran afroamericanos, el 0.18% eran amerindios, el 0.9% eran asiáticos, el 0.04% eran isleños del Pacífico, el 0.22% eran de otras razas y el 1.56% pertenecían a dos o más razas. Del total de la población el 1.64% eran hispanos o latinos de cualquier raza.